# Petteri Orpo
Antti Petteri Orpo (Köyliö, 1969. November 3.) finn politikus, a Nemzeti Koalíció nevű liberális-konzervatív párt vezetője, egykori pénzügyminiszter. Korábban mezőgazdasági és erdészeti miniszter volt 2014-2015-ben, majd belügyminiszter 2015-2016-ban. 2023. június 20. óta Finnország miniszterelnöke.
2016 májusában bejelentette, hogy a párt júniusi kongresszusán megpróbálja megszerezni a párt vezetői posztját Alexander Stubb akkori pénzügyminisztertől. Orpo 441 szavazatot szerzett és Stubb csak 361-et, így Orpo lett a párt új feje. Ezután hamarosan bejelentette, hogy átveszi a pénzügyminiszteri tisztséget is. Hivatalosan 2016. június 22-én nevezték ki pénzügyminiszternek

## Fordítás
- Ez a szócikk részben vagy egészben  a   Petteri Orpo című angol Wikipédia-szócikk ezen változatának fordításán alapul.  Az eredeti cikk szerkesztőit annak laptörténete sorolja fel. Ez a jelzés csupán a megfogalmazás eredetét és a szerzői jogokat jelzi, nem szolgál a cikkben szereplő információk forrásmegjelöléseként.